# Скачок уплотнения

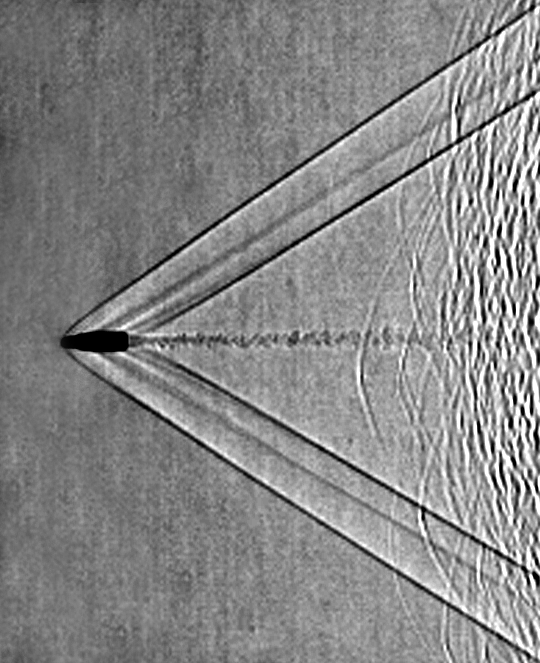
Система скачков уплотнения при обтекании винтовочной пули (движется со сверхзвуковой скоростью)

Скачок уплотнения — ударная волна, возникающая при обтекании тела потоком жидкости или газа, фронт которой сохраняет своё положение относительно этого тела.

## Образование скачка уплотнения
Если какое-либо тело начинает разгоняться в воздухе (или другой подобной среде), оно создаёт впереди себя волну уплотнения, которая начинает распространяться со скоростью звука. Если в конце разгона скорость тела не превышает скорость звука в данной среде, то фронт волны уплотнения всё время удаляется от тела, в результате чего волна остаётся слабой. Если же тело разгоняется до сверхзвуковой скорости, то фронт волны уплотнения вынужден двигаться вместе с телом.

## Виды скачков уплотнения

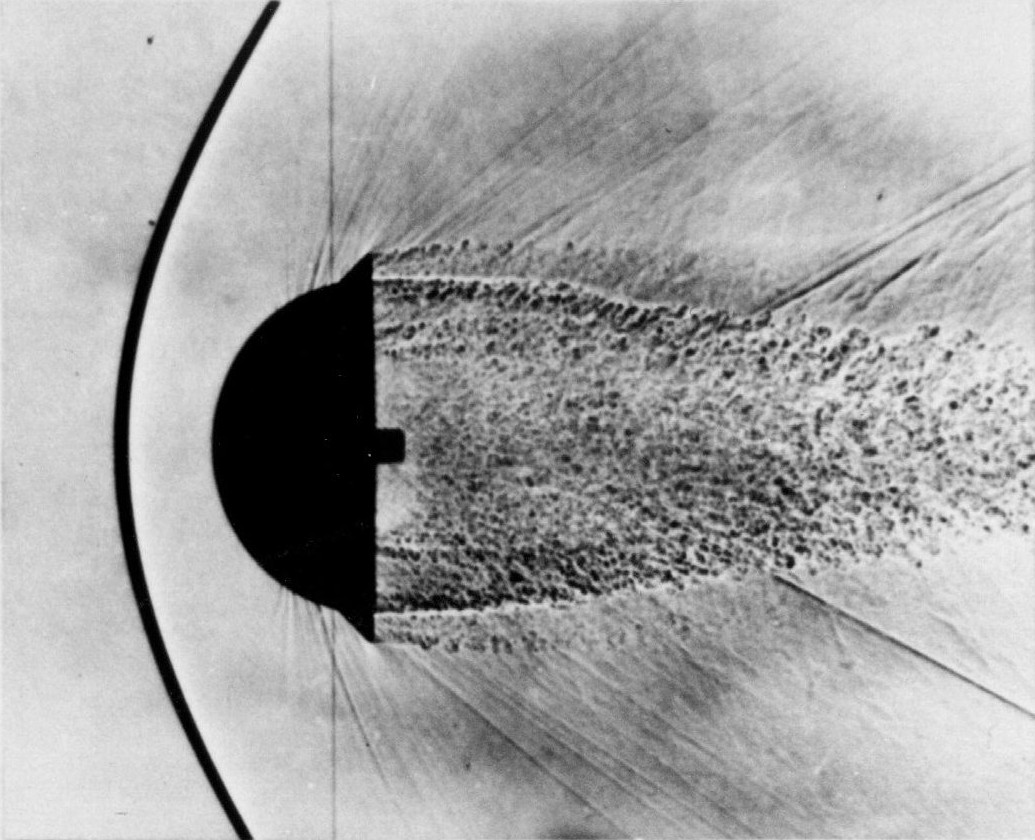
Отсоединённый скачок уплотнения перед затупленым телом. Эксперимент в аэродинамической трубе.

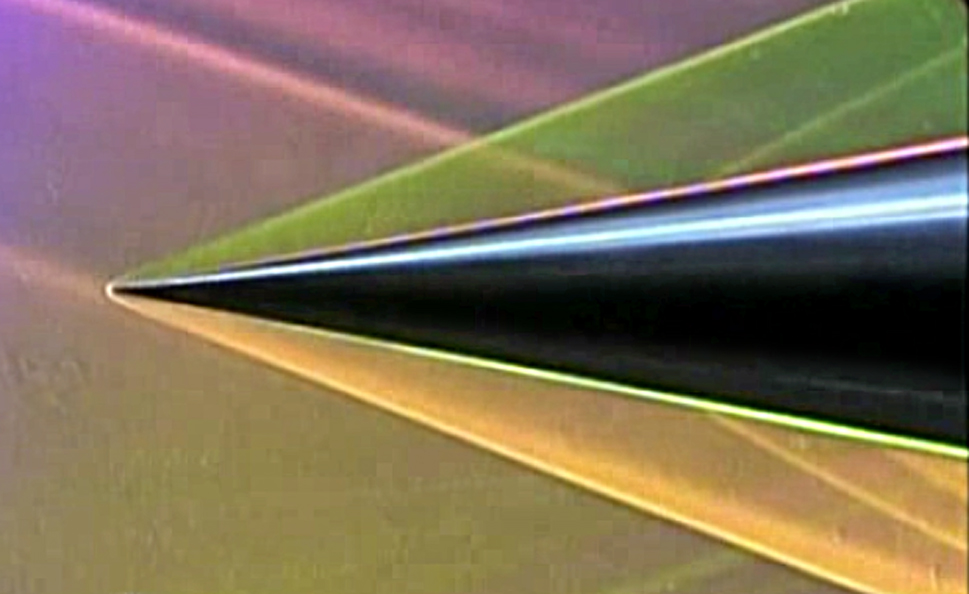
Присоединённый косой скачок уплотнения

Фронт ударной волны может сохранять свое положение относительно движущегося тела двумя путями:
- двигаясь в том же направлении, что и тело, с той же скоростью;
- двигаясь со скоростью, меньшей, чем скорость тела, но под таким углом, чтобы тело как бы скользило вдоль фронта.

В первом случае фронт распространения волны перпендикулярен направлению движения тела, и такой скачок уплотнения называется прямым.
Во втором случае скачок уплотнения называется косым.
Скачок уплотнения, возникший на некотором расстоянии впереди обтекаемого потоком тела, называется отсоединённым. Фронт отсоединённого скачка имеет криволинейную форму: по центру он — прямой, а по мере удаления от центра переходит в косой скачок уплотнения со всё большим углом наклона. Отсоединённые скачки уплотнения возникают при обтекании тел с затупленой головной частью или клиньев и конусов с большими углами раствора.
При сверхзвуковом обтекании сильно заострённых тел на их острой передней кромке возникает присоединённый скачок уплотнения. Также присоединённый скачок уплотнения возникает и на хвостовой части тел, обтекаемых сверхзвуковым потоком (хвостовой скачок).

## Изменение параметров потока при переходе через скачок уплотнения
Так как скачок уплотнения представляет собой разновидность ударной волны, то при переходе через его фронт происходит скачкообразное увеличение давления, температуры и плотности газа. Прирост давления и плотности больше для большей скорости распространения фронта волны. Так как скорость распространения фронта прямого скачка равна скорости тела, а скорость распространения фронта косого скачка — меньше, то наибольший прирост давления и плотности (наибольшая интенсивность) будут иметь место для прямого скачка уплотнения. Интенсивность косого скачка уплотнения всегда будет меньше интенсивности прямого.
За фронтом скачка уплотнения, как и за фронтом ударной волны имеет место движение газа, сонаправленное с движением фронта. Скорость этого движения — меньше скорости движения фронта волны на величину, меньшую скорости звука в данной среде. При переходе потока газа, обтекающего тело, через фронт скачка уплотнения, вектор скорости потока (относительно тела) складывается с вектором скорости, индуцированной скачком уплотнения.
Для прямого скачка уплотнения вектор скорости, индуцированной скачком направлен против потока, поэтому скорость потока не меняет направления, но её величина уменьшается на величину скорости, индуцированной скачком. Таким образом, не зависимо от скорости невозмущённого потока, скорость потока за прямым скачком уплотнения всегда является дозвуковой.
В случае косого скачка уплотнения вектора скорости потока и скорости, идуцированной скачком, складываются по правилу треугольника, поэтому поток отклоняется в сторону фронта скачка, а величина его скорости может оставаться сверхзвуковой.
При переходе через скачок уплотнения часть кинетической энергии потока (или, напротив, движущегося тела) необратимо теряется, превращаясь в тепловую. Величина этой потери тем больше, чем интенсивнее скачок уплотнения. Поэтому, чтобы уменьшить аэродинамическое сопротивление обтекаемого тела, желательно придать ему такую форму, чтобы при его обтекании образовывались присоединённые косые скачки уплотнения. Также потери кинетической энергии при торможении потока на нескольких скачках малой интенсивности меньше, чем при торможении на одном прямом скачке. Такие системы скачков часто реализуются в сверхзвуковых воздухозаборниках.

## Звуковой удар
Фронт косого скачка уплотнения неограниченно удлиняется. Вследствие этого прохождение скачков уплотнения, возникающих при обтекании тела, движущегося в атмосфере со сверхзвуковой скоростью (самолёта, баллистической ракеты, метеорита и т. п.) ощущается на расстоянии нескольких километров как звук взрыва.

## Местные скачки уплотнения

Местные скачки уплотнения при околозвуковом обтекании крыла

Обтекая тела, поток газа изменяет свою скорость: в некоторых точках разгоняется, а в некоторых — тормозится. Таким образом, поток с достаточно большой дозвуковой скоростью, обтекая некое тело, может вблизи некоторой его точки стать сверхзвуковым. Число Маха невозмущённого потока, при котором происходит такое явление, называется критическим числом Маха. Так как за телом поток остаётся дозвуковым, то неизбежно в некоторой другой точке вблизи тела должно произойти его торможение. Таким образом, вблизи тела возникают один или более скачков уплотнения. Если пограничный слой вблизи тела — везде турбулентный, то торможение местного сверхзвукового течения происходит на одном прямом скачке уплотнения. Если за точкой перехода течения из дозвукового в сверхзвуковое находится точка перехода ламинарного пограничного слоя в турбулентный, то в этой точке возникнет косой скачок уплотнения, за которым может последовать прямой.
Так как область сверхзвукового течения имеется только непосредственно вблизи тела, то фронт возникающих в ней скачков уплотнения — ограничен и не создаёт на земле звукового удара.